# Puchar Armenii w piłce siatkowej mężczyzn (2023)
Puchar Armenii w piłce siatkowej mężczyzn 2023 (oficjalnie Puchar HVF 2023) – rozgrywki o siatkarski Puchar Armenii zorganizowane przez Związek Piłki Siatkowej Armenii (Հայաստանի Վոլեյբոլի Ֆեդերացիա, HVF), rozegrane w dniach 25-29 marca 2023 roku w hali sportowej Centralnego Sportowego Klubu Armii w Erywaniu.
Do Pucharu Armenii zgłosiło się sześć drużyn. Rozgrywki składały się z fazy grupowej, półfinałów, meczu o 3. miejsce i finału.
Puchar Armenii zdobył zespół Kompleksu edukacyjnego "Mkhitar Sebastatsi" (MSKH), który w finale pokonał klub FIMA. Trzecie miejsce zajął Centralny Sportowy Klub Armii (BKMA).

## System rozgrywek
W Pucharze Armenii 2023 uczestniczyło sześć drużyn. W drodze losowania drużyny podzielone zostały na dwie grupy. Losowanie odbyło się 20 marca. W każdej grupie zespoły rozegrały ze sobą po jednym meczu. Dwie najlepsze drużyny z każdej grupy awansowały do półfinałów. Pary półfinałowe powstały według klucza:
- para 1: zwycięzca w grupie 1 – druga drużyna z grupy 2;
- para 2: zwycięzca w grupie 2 – druga drużyna z grupy 1.

Zwycięzcy półfinałów rozegrali mecz finałowy, natomiast przegrani rywalizowali o 3. miejsce.

## Drużyny uczestniczące
| Drużyna  | Polskie rozwinięcie skrótu                              | Miejscowość |
| -------- | ------------------------------------------------------- | ----------- |
| BKMA     | Centralny Sportowy Klub Armii                           | Erywań      |
| Data Art | —                                                       | Erywań      |
| FIMA     | Instytut Kultury Fizycznej Klubów Sportowych w Erywaniu | Erywań      |
| Giumri   | —                                                       | Giumri      |
| MSKH     | Kompleks edukacyjny "Mkhitar Sebastatsi"                | Erywań      |
| NUACA    | Narodowy Uniwersytet Architektury i Budownictwa Armenii | Erywań      |

## Rozgrywki
Wszystkie godziny według strefy czasowej UTC+04:00.

### Faza grupowa
awans do półfinału

#### Grupa 1
Tabela
| Poz. | Drużyna  | Mecze | Mecze | Mecze | Sety | Sety |
| Poz. | Drużyna  | M     | W     | P     | wyg. | prz. |
| ---- | -------- | ----- | ----- | ----- | ---- | ---- |
| 1    | MSKH     | 2     | 2     | 0     | 6    | 0    |
| 2    | Data Art | 2     | 1     | 1     | 3    | 3    |
| 3    | NUACA    | 2     | 0     | 2     | 0    | 6    |

Wyniki spotkań
| Data       | Godzina | Drużyna 1 | Wynik | Drużyna 2 | Raport |
| ---------- | ------- | --------- | ----- | --------- | ------ |
| 25.03.2023 | 18:00   | Data Art  | 3:0   | NUACA     |        |
| 26.03.2023 | 18:30   | MSKH      | 3:0   | NUACA     |        |
| 27.03.2023 | 20:30   | MSKH      | 3:0   | Data Art  |        |

#### Grupa 2
Tabela
| Poz. | Drużyna | Mecze | Mecze | Mecze | Sety | Sety |
| Poz. | Drużyna | M     | W     | P     | wyg. | prz. |
| ---- | ------- | ----- | ----- | ----- | ---- | ---- |
| 1    | FIMA    | 2     | 2     | 0     | 6    | 1    |
| 2    | BKMA    | 2     | 1     | 1     | 4    | 3    |
| 3    | Giumri  | 2     | 0     | 2     | 0    | 6    |

Wyniki spotkań
| Data       | Godzina | Drużyna 1 | Wynik | Drużyna 2 | Raport |
| ---------- | ------- | --------- | ----- | --------- | ------ |
| 25.03.2023 | 16:30   | BKMA      | 3:0   | Giumri    |        |
| 26.03.2023 | 20:00   | FIMA      | 3:0   | Giumri    |        |
| 27.03.2023 | 19:00   | FIMA      | 3:1   | BKMA      |        |

### Półfinały
| Data       | Godzina | Drużyna 1 | Wynik | Drużyna 2 | Raport |
| ---------- | ------- | --------- | ----- | --------- | ------ |
| 28.03.2023 | 19:00   | FIMA      | 3:2   | Data Art  |        |
| 28.03.2023 | 20:30   | MSKH      | 3:1   | BKMA      |        |

### Mecz o 3. miejsce
| Data       | Godzina | Drużyna 1 | Wynik | Drużyna 2 | Raport |
| ---------- | ------- | --------- | ----- | --------- | ------ |
| 29.03.2023 | 19:00   | Data Art  | 0:3   | BKMA      |        |

### Finał
| Data       | Godzina | Drużyna 1 | Wynik | Drużyna 2 | Raport |
| ---------- | ------- | --------- | ----- | --------- | ------ |
| 29.03.2023 | 20:30   | FIMA      | 2:3   | MSKH      |        |